# Sminthopsis youngsoni
Sminthopsis youngsoni é uma espécie de marsupial da família Dasyuridae.
- Nome Científico: Sminthopsis youngsoni (McKenzie e Archer, 1982)

## Características
Esta espécie tem a parte superior do corpo amarelo-cinzento, o ventre branco, uma mancha escura entre os olhos e a boca, com uma listra branca acima. A cauda é um pouco inchada e rosada. O comprimento do corpo é de 6–7 cm e a cauda de 6–7 cm e pesa entre 9-14 gramas.

## Hábitos alimentares
Alimenta-se de insetos;

## Habitat
Vivem em dunas de areia, regiões áridas e semi-áridas de savanas e desertos;

## Distribuição Geográfica
Território do Norte, Austrália Meridional, Austrália Ocidental;